# SN 1998bq
SN 1998bq – supernowa odkryta 28 kwietnia 1998 roku w galaktyce A151020+0551. W momencie odkrycia miała maksymalną jasność 19,20m.